# Macaulay Culkin
Macaulay Carson Culkin (ur. 26 sierpnia 1980 w Nowym Jorku) – amerykański aktor i muzyk, który zdobył międzynarodową sławę dzięki roli Kevina McCallistera w filmach Kevin sam w domu oraz Kevin sam w Nowym Jorku.

## Młodość
Urodził się na nowojorskim Manhattanie, jest trzecim z siedmiorga dzieci Christophera Corneliusa „Kita” Culkina i Patricii Brentrup, którzy byli ze sobą związani od 1974. Jego matka, pochodząca z Dakoty Północnej i posiadająca niemiecko-norweskie korzenie, pracowała jako telefonistka. Ojciec natomiast był kościelnym w miejscowym kościele, a w dzieciństwie występował jako aktor na Broadwayu. Ma dwoje starszego rodzeństwa, Shane'a (ur. 1976) i Dakotę (ur. 1978, zm. 10 grudnia 2008) oraz czworo młodszego: Kierana (ur. 1982), Quinn (ur. 1984), Christiana (ur. 1987) i Rory'ego (ur. 1989). Jego przodkowie od strony ojca pochodzili z Irlandii, Niemiec, Anglii, Szwajcarii i Francji. Siostra jego ojca, Bonnie, również jest aktorką filmową, zagrała m.in. w filmie Szklana pułapka. Poza Macaulayem, swoich sił w aktorstwie próbowali także Christian i Quinn, ale bez większych rezultatów. Lepiej powiodło się natomiast jego dwóm młodszym braciom Kieranowi i Rory'emu, którzy nadal występują w filmach.
Przez pięć lat uczęszczał do katolickiej szkoły, przeniósł się do Professional Children's School, kształcącej dziecięcych aktorów. Uczył się również baletu w School of American Ballet.

## Kariera
Karierę aktorską rozpoczął w wieku czterech lat od występów w widowisku Bach Babies w Filharmonii Nowojorskiej. W 1985 zadebiutował w telewizyjnym filmie The Midnight Hour, a w 1988 zagrał epizod w serialu The Equalizer. Pojawił się też w wielu telewizyjnych reklamach. Po występie w Pogrzebie wikinga (1988) i Do zobaczenia rano (1989) jako jeden z nielicznych dziecięcych aktorów otrzymał wiele pochwalnych recenzji od krytyków z The New Yorkera i The New York Timesa. Status wschodzącej, małoletniej gwiazdy potwierdził w 1989, gdy zagrał u boku Johna Candy'ego w komedii Wujaszek Buck. Na początku lat 90. poznał Michaela Jacksona, z którym się zaprzyjaźnił. Wystąpił też w jego teledysku „Black or White”, a później został ojcem chrzestnym jego dwójki dzieci: Prince’a i Paris Jacksonów.
Międzynarodową sławę przyniosła mu rola Kevina McCallistera w przebojowej komedii familijnej Kevin sam w domu (1990), za którą otrzymał kilka nagród oraz nominację do Złotego Globu. Dwa lata później zagrał w równie kasowej kontynuacji filmu, Kevin sam w Nowym Jorku. W międzyczasie pojawił się w telewizyjnym programie Saturday Night Live oraz zagrał w filmie Moja dziewczyna (1991), za co otrzymał dwie nominacje do nagrody MTV. Sukcesy tych produkcji przyczyniły się nie tylko do wzrostu popularności aktora, ale też jego gaży. O ile za występ w pierwszej części Kevina samego w domu otrzymał sto tysięcy dolarów, o tyle za film Moja dziewczyna, jako pierwsza dziecięca gwiazda, dostał milion dolarów; za drugą część Kevina samego w Nowym Jorku zarobił już cztery i pół miliona, a za Potyczki z tatą i Richie milionera – po osiem milionów dolarów, co uczyniło go najlepiej zarabiającym nastoletnim aktorem. Pomimo początkowych sukcesów, jego kolejne filmy nie zdobyły uznania krytyków i odnosiły raczej umiarkowany sukces.

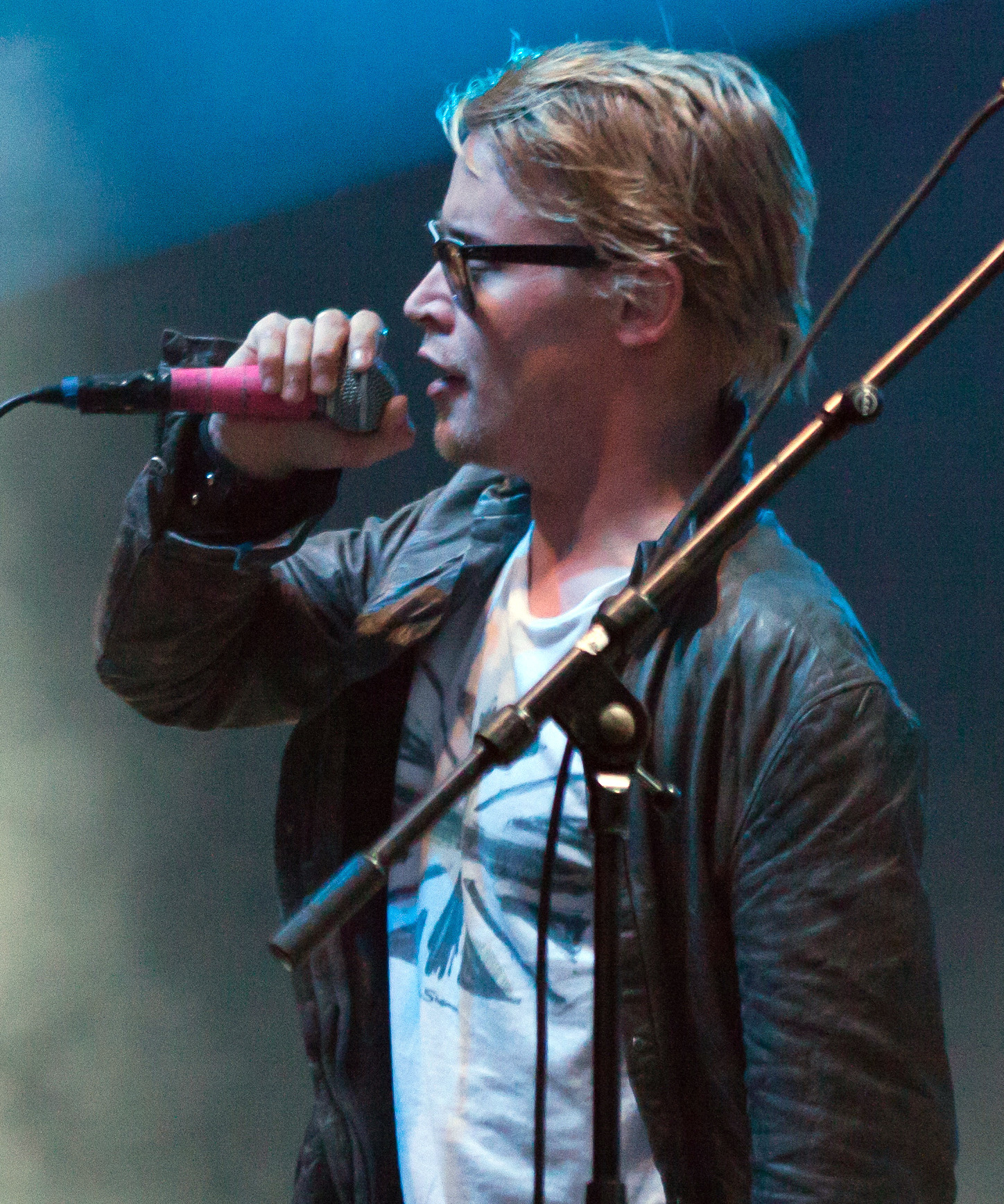
Macaulay Culkin na festiwalu w Berlinie w 2010

W 1995 wycofał się z aktorstwa, na co prawdopodobnie wpłynęło „wypalenie zawodowe” i rozstanie rodziców, którzy rozpoczęli sądową batalię o opiekę nad dziećmi i majątek nastoletniego aktora. Ostatecznie prawo do opieki otrzymała matka. W 2000 powrócił do aktorstwa, grając w wystawianej w Londynie sztuce Madame Melville. Wiosną 2003 pojawił się gościnnie w serialu Will & Grace, za co zebrał wiele pozytywnych recenzji. W tym samym roku powrócił również na wielki ekran za sprawą filmu Party Monster, w którym zagrał narkomana i mordercę, Michaela Aliga. Następną jego produkcją był film Wszyscy święci! z 2004. Jego rola została doceniona przez krytyków.
W kolejnych latach nie pojawiał się zbyt często w filmach. W 2006 wydał częściowo autobiograficzną książkę Junior, w której opisał kulisy swojej sławy oraz trudne relacje z ojcem. W 2007 zagrał w filmie Sex and Breakfast, a w 2011 – w eksperymentalnej produkcji Adama Greena, The Wrong Ferarri, która w całości została nakręcona iPhonem. W 2013 założył pięcioosobowy zespół rockowy o nazwie The Pizza Underground.
W 2018 wystąpił w świątecznej reklamie Google Assistant, ponownie wcielając się w rolę, teraz o wiele starszego Kevina McCallistera.

## Życie prywatne
W 1998 poślubił aktorkę Rachel Miner, lecz ich małżeństwo nie trwało długo; w 2000 byli już w separacji, a dwa lata później ostatecznie się rozwiedli. W maju 2002 zaczął się spotykać z Milą Kunis. Ich nieformalny związek przetrwał do 2010, a na początku 2011 oficjalnie potwierdzono, że para nie jest już razem, ale pozostaje ze sobą w przyjacielskich kontaktach. Trzy lata później, pod koniec 2013, zaczął się spotykać z Jordan Lane Price, aktorką znaną z serialu Wszystkie moje dzieci. Jego obecną partnerką życiową jest aktorka Brenda Song, z którą zagrał w filmie Changeland. Mają syna, Dakotę (ur. 5 kwietnia 2021). Drugie dziecko Culkina i Song urodziło się w grudniu 2022 roku.
17 września 2004 został aresztowany w Oklahomie za posiadanie 17,3 g marihuany, 16,5 mg alprazolamu i 32 mg klonazepamu. Opuścił areszt po zapłaceniu kaucji w wysokości 4 tys. dolarów. Podczas rozpraw nie przyznawał się do winy, ostatecznie został skazany na trzy roczne wyroki pozbawienia wolności w zawieszeniu oraz obarczony kosztami postępowania sądowego w wysokości 540 dolarów.

## Filmografia
| Filmy |                                |                         |                                      |       |
| Rok   | Tytuł oryginalny               | Tytuł polski            | Rola                                 | Uwagi |
| 1988  | Rocket Gibraltar               | Pogrzeb wikinga         | Cy Blue Black                        |       |
| 1989  | See You in the Morning         | Zobaczymy się jutro     | Billy Livingstone                    |       |
| 1989  | Uncle Buck                     | Wujaszek Buck           | Miles Russell                        |       |
| 1990  | Jacob's Ladder                 | Drabina Jakubowa        | Gabe                                 |       |
| 1990  | Home Alone                     | Kevin sam w domu        | Kevin McCallister                    |       |
| 1991  | Only the Lonely                | Tylko samotni           | Billy                                |       |
| 1991  | My Girl                        | Moja dziewczyna         | Thomas J. Sennett                    |       |
| 1992  | Home Alone 2: Lost in New York | Kevin sam w Nowym Jorku | Kevin McCallister                    |       |
| 1993  | The Nutcracker                 | –                       | The Nutcracker (Dziadek do orzechów) |       |
| 1993  | The Good Son                   | Synalek                 | Henry Evans                          |       |
| 1993  | Dangerous: The Short Films     | –                       | dziecko                              |       |
| 1994  | Getting Even with Dad          | Potyczki z tatą         | Timmy Gleason                        |       |
| 1994  | The Pagemaster                 | Władca ksiąg            | Richard Tyler                        |       |
| 1994  | Ri¢hie Ri¢h                    | Richie milioner         | Richie Rich                          |       |
| 2003  | Party Monster                  | –                       | Michael Alig                         |       |
| 2004  | Jerusalemski sindrom           | Jerozolimski syndrom    |                                      |       |
| 2004  | Saved!                         | Wszyscy święci!         | Roland                               |       |
| 2007  | Sex and Breakfast              | Sex ze śniadaniem       | James                                |       |
| 2012  | Service Man                    | –                       | Chris                                |       |
| 2016  | Adam Green's Aladdin           | –                       | Ralph                                |       |
| 2019  | Changeland                     | –                       | Ian                                  |       |

| Produkcje telewizyjne i inne |                          |              |                         |                                              |
| Rok                          | Tytuł oryginalny         | Tytuł polski | Rola                    | Uwagi                                        |
| 1985-1989                    | McCall (The Equalizer)   | –            | Paul Gephardt           |                                              |
| 1991                         | Wish Kid                 | –            | Nicholas McClary (głos) |                                              |
| 1993-2004                    | Frasier                  | –            | Elliott (głos)          |                                              |
| 2003                         | Celebrity Poker Showdown | –            | on sam                  |                                              |
| 2003                         | Will & Grace             | –            | Jason Towne             |                                              |
| 2009                         | WWE Raw                  | –            | –                       | podczas walki Chavo Guerrero vs. Hornswoggle |
| 2009                         | Kings                    | –            | Andrew Cross            |                                              |

| Teledyski       |                        |       |
| Wykonawca       | Tytuł                  | Uwagi |
| Michael Jackson | Black or White         |       |
| Sonic Youth     | Sunday                 |       |
| Temptations     | My Girl                |       |
| Darlene Love    | All Alone On Christmas |       |

## Nagrody
1991
- Nagroda Młodych w kategorii Najlepszy aktor za film Kevin sam w domu
- Nominacja do nagrody Złoty Glob w kategorii Najlepszy aktor w komedii lub musicalu za film Kevin sam w domu

1992
- MTV Movie Award w kategorii Najlepszy pocałunek za film Moja dziewczyna
- Nominacja do nagrody MTV Movie Award w kategorii Najlepszy duet aktorski za film Moja dziewczyna

1994
- Nominacja do nagrody MTV Movie Award w kategorii Najlepszy czarny charakter za film Synalek

1995
- Nominacja do nagrody Złota Malina w kategorii Najgorszy aktor za film Richie milioner
- Nominacja do nagrody Złota Malina w kategorii Najgorszy aktor za film Władca ksiąg